# Volvarina patriciae
Volvarina patriciae é uma espécie de micromolusco gastrópode marinho da família Marginellidae, conhecidos como "conchas de margem". A espécie foi formalmente descrita no ano de 2024, e sua localidade-tipo é o Parcel de Manuel Luís, um banco de corais na costa do estado do Maranhão, Brasil, destacando a importância desta área para a biodiversidade marinha.

## Descrição da concha
A concha de Volvarina patriciae é pequena, medindo entre 7 e 9 milímetros de comprimento. Possui um formato fusiforme-cilíndrico, com uma espira baixa e um corpo da volta proeminente. A superfície da concha é lisa e extremamente polida, com uma coloração de fundo branca a creme.
O padrão de cor é a sua característica mais distintiva: a concha é adornada por duas finas faixas espirais de cor laranja ou marrom-claro, uma localizada abaixo da sutura e outra na base da concha. A abertura é longa e estreita, e o lábio externo é ligeiramente espessado. Apresenta quatro pregas columelares bem definidas na base da abertura.

## Distribuição e habitat
Até o momento, Volvarina patriciae é conhecida apenas por sua localidade-tipo, o Parque Estadual Marinho do Parcel de Manuel Luís, na costa do estado do Maranhão, Brasil. Este é o maior banco de corais da América do Sul e uma importante área de conservação da biodiversidade marinha.
A espécie habita o ambiente recifal, em profundidades que variam de 20 a 25 metros. É encontrada em substratos de cascalho e areia entre as formações de coral. Sua descoberta ressalta a existência de uma fauna de micromoluscos ainda pouco explorada em recifes mais profundos da costa brasileira.

## Biologia e ecologia
A biologia de Volvarina patriciae é pouco conhecida, devido à sua descoberta recente e à dificuldade de observação de micromoluscos em seu ambiente natural. Com base no conhecimento sobre outras espécies da família Marginellidae, presume-se que seja um animal carnívoro ou necrófago. Utiliza uma longa probóscide para se alimentar de pequenos invertebrados ou de matéria orgânica no substrato.
O manto do animal vivo é translúcido e cobre parcialmente a concha, sendo responsável pelo brilho e polimento característicos da família. A reprodução deve seguir o padrão de outros gastrópodes marinhos, com sexos separados e desenvolvimento através de uma larva planctônica ou com desenvolvimento direto.

## Estado de conservação
A espécie Não foi Avaliada (NE) pela União Internacional para a Conservação da Natureza (IUCN), por ter sido descrita muito recentemente. Por ser conhecida apenas de uma única localidade, o Parcel de Manuel Luís, sua população pode ser considerada restrita e potencialmente vulnerável a impactos ambientais que afetem o banco de corais, como mudanças climáticas, acidificação dos oceanos e potenciais atividades de pesca predatória ou poluição. A proteção integral garantida pelo Parque Estadual Marinho é fundamental para a conservação de Volvarina patriciae e de outras espécies endêmicas da região.

## Etimologia
O nome da espécie é uma homenagem a Patrícia, filha de Afonso Jório, que auxiliou na coleta e descoberta dos espécimes que levaram à descrição desta nova espécie.